# Piñeiros (przystanek kolejowy)
Piñeiros – przystanek kolei wąskotorowej FEVE w Narón, w Galicji, w Hiszpanii.
| Piñeiros                      |  |                           |
| Linia Ferrol – Gijón (5,5 km) |  |                           |
| O Alto do Castiñeiro          |  | O Ponto odległość: 0,8 km |